# Église Entoto Mariam
L'église Entoto Mariam est une église orthodoxe éthiopienne située sur le mont Entoto, à Addis-Abeba. 

## Histoire

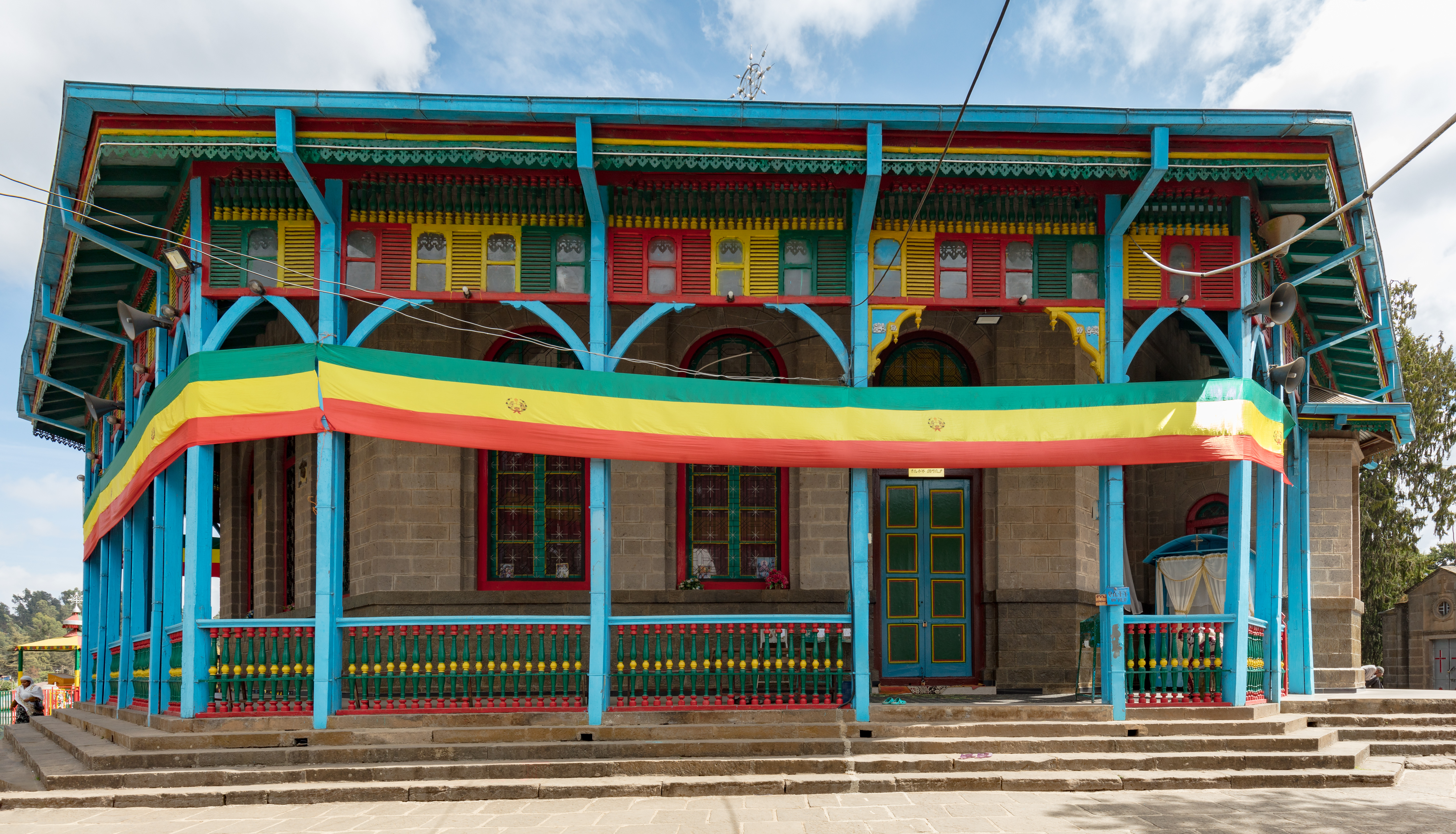
L'église Entoto.

De forme octogonale, elle a été construite par l'empereur Ménélik II en 1882 à l’époque où le siège impérial se trouvait encore à Entoto, avant d’être déplacé à Addis Abeba. L'église se trouve à proximité du palais impérial. Elle est connue pour avoir été le lieu où Ménélik II fut couronné Roi des Rois par l'Abune Matias, le 3 novembre 1889, après la mort de l'empereur Yohannes IV. La cérémonie se déroula derrière l'église.

## Polémique
Certains prêtres créèrent une polémique en affirmant pouvoir guérir le sida grâce à l'eau bénite de l’église. On demandait alors aux malades de choisir entre le traitement des médicaments et celui de l'eau bénite. En mai 2007, l'église orthodoxe éthiopienne annonce que le mélange des deux traitements est désormais autorisé.[réf. nécessaire]